# 孫襄 (崇禎進士)
孫襄（1606年—1651年），字惠可，號仍雲，直隸宣城縣（今安徽省宣城市）人。明朝政治人物，崇禎甲戌進士。

## 生平
崇禎六年（1633年）癸酉科應天鄉試第四十六名舉人，崇禎七年（1634年）聯捷甲戌科三甲第十四名進士。兵部觀政，本年六月授任廣東廣州府推官。十三年十二月调湖廣衡州府。十四年升為户部貴州司主事，督饷宣府，有能名。
崇禎十七年甲申（1644年），明亡仕清，孙襄出任刑科给事中。不久，调吏科左给事中。尋以父喪還里，會鎮将率兵剿昆山鄉賊，襄戒以無枉戮，賊平，居人安堵，襄有力焉。顺治八年（1651年）病卒，入祀乡贤祠。

## 家族
曾祖孫登；祖孙汝栋，庠生；父孫應旂，馆陶县教谕。
長子孫都生，字玉京，由貢生任湖廣衡阳县知县。次子孫卓，清康熙己未科榜眼。